# カールスルーエ市電GT6-80C形電車
GT6-80C形は、かつてドイツ・カールスルーエの路面電車のカールスルーエ市電で使用されていた電車。鉄道規格で建設された路線への直通運転（カールスルーエ・シュタットバーン）で使用され、従来の電車から利便性・快適性・性能など様々な面が向上した。

## 概要
ドイツの都市・カールスルーエの路面電車であるカールスルーエ市電のうち、アルブタール鉄道を始めとした鉄道規格の路線へ直通する系統へ向けて導入された形式。終端部にループ線が存在する系統で使用されるために運転台は片側にのみ設置された他、乗降扉も車体右側にのみ存在した。最大の特徴は車幅が2,650 mmと従来の車両から拡大した事で、既存の3車体連接車と同等の全長ながら収容力が25 %向上した。一方、これに伴いカールスルーエ市電の路線網のうち市内中心部を中心に複線区間の改良工事が必要となった。定員は登場当初は185人（着席100人）、多目的スペース設置後は188人（着席97人）であった。
駆動装置に関しても電機子チョッパ制御方式を採用した事で運転時の操作やメンテナンスの簡素化が実現した他、客席から独立した運転室には空調装置が設置され、運転士の職場環境が改善された。制動装置には回生ブレーキが用いられており、従来の車両と比べエネルギー消費量の削減が実現した。また台車には空気ばねが用いられた他、車内の座席もすべて布張りとなっており、乗り心地の向上が図られた。
これらの設計においては、ドイツ各地のシュタットバーンに導入されたB形電車が参考とされた。角ばった車体構造もB形と同様であったが、プラットホームと乗降扉の幅の関係から前面が右側に寄っている左右非対称の設計となっていた。

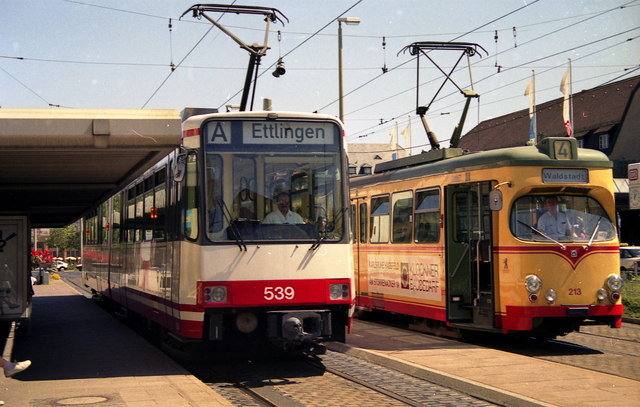
従来の車両（右）と比べGT6-80C形は大型の車体を有していた（1991年撮影）

## 運用
最初の車両となる1次車は1982年にベルリン（西ベルリン）のワゴン・ユニオンへ発注が行われ、1983年から1984年にかけて20両（501 - 520）の導入が実施された。だが、営業運転開始後これらの車両は腐食による損傷が相次ぎ、修繕が継続的に行われたものの減価償却期間が短縮される事態となった。それを受け、1986年に実施された2次車20両（521 - 540）の発注はデュッセルドルフのデュワグに対して行われ、1987年以降営業運転に投入された。これらの車両は主電動機の出力が1次車（235 kw）から280 kwに増加した他、コンバータが回転式コンバータから保守が容易な静的コンバータに変更された。更に1989年にもデュワグ製の3次車5両（586 - 590）が導入された。これらの車両の主電動機はブラウン・ボベリ（BBC）によって製造された。
その後、需要の増加に伴い1989年以降GT6-80C形に中間車体を追加した3車体連接車のGT8-80C形の導入が始まり、GT6-80C形についても2次車・3次車に対して1990年代以降中間車体を増結する工事が行われGT8-80C形へと編入された。
GT6-80C形はGT8-80C形と共に直流750 Vで電化されたアルブタール鉄道への直通系統に用いられ、単独での運用に加え前後に設置されたシャルフェンベルク自動連結器を用いた最大3両編成の連結運転も実施された。だが、後継となる超低床電車の導入が行われた事で2010年代以降廃車が進められ、2017年にはS2号線から撤退した。以降も鉄道線へ直通するS1・S11号線での使用は続いたものの、GT8-80C形と共に早期にラッシュ時のみの運用に縮小し、2019年をもって営業運転を終了した。2022年現在、カールスルーエ地域鉄道輸送拠点協会（Treffpunkt Schienennahverkehr Karlsruhe e.V.）によって1両（502）が動態保存されている。

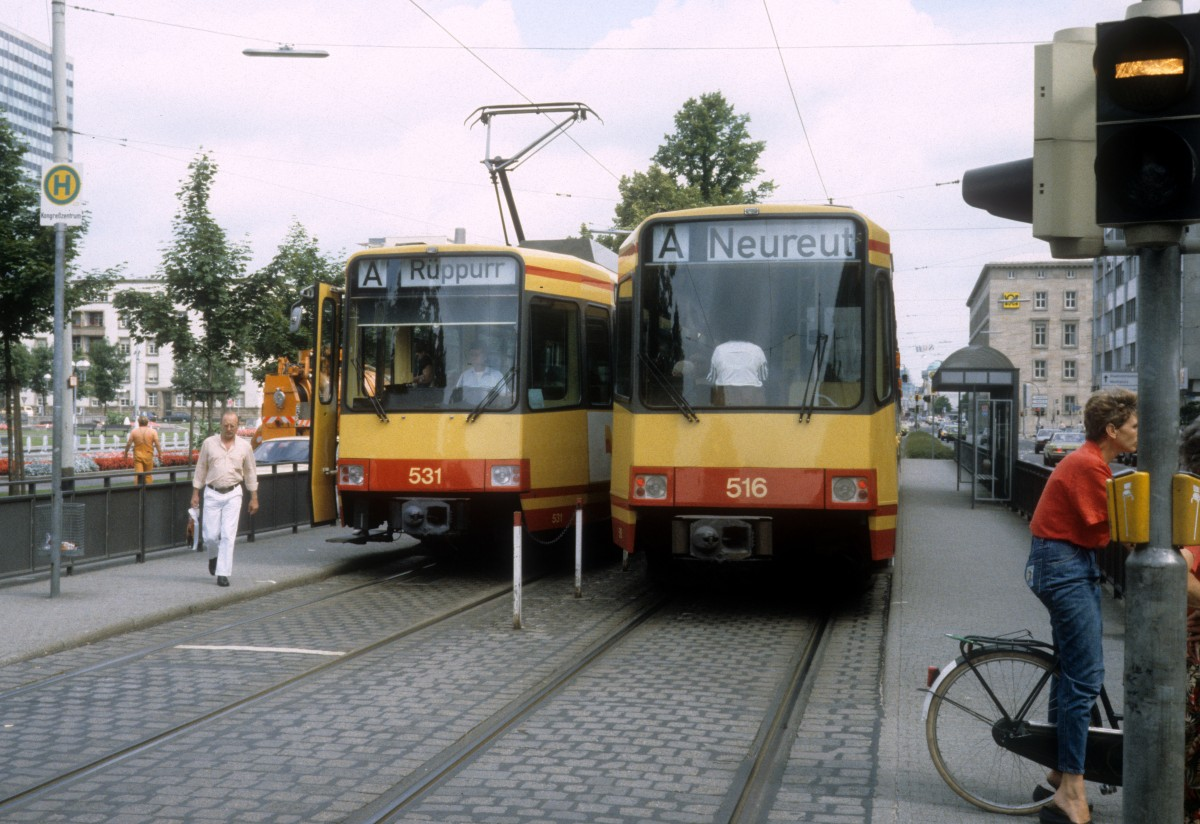
左：2次車（531）、右：1次車（516） （1988年撮影）
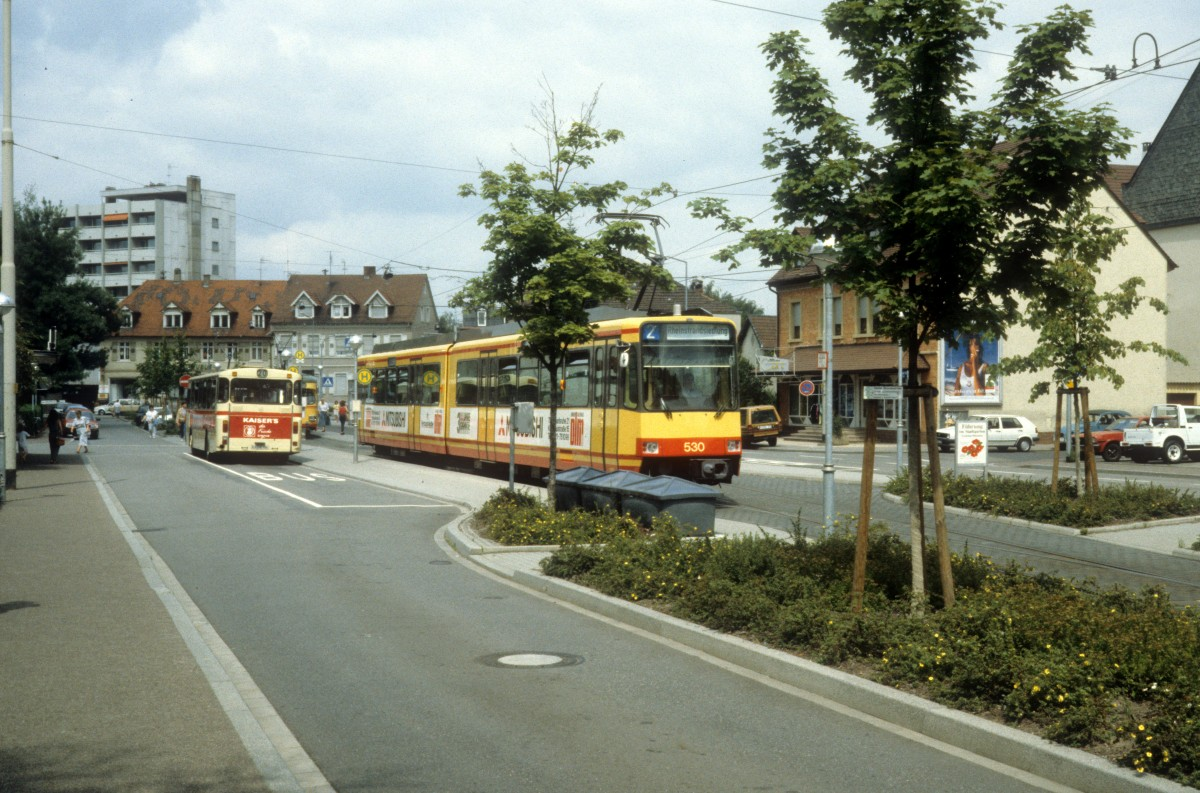
乗降扉は右側のみに存在した（530、1988年撮影）
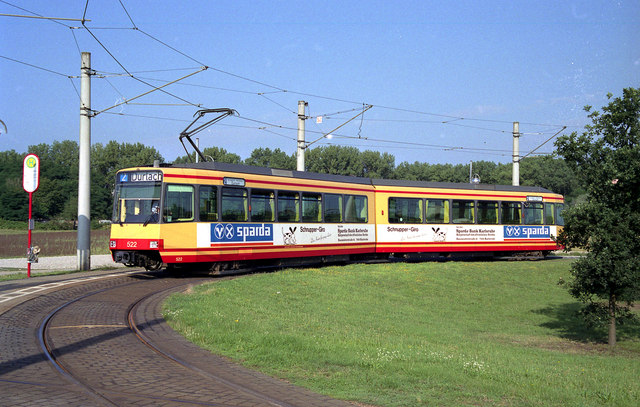
ループ線を走行する車両（522、1991年撮影）

## その他
1980年代から本格的な検討が始まった、ドイツ連邦鉄道（現：ドイツ鉄道）への直通運転計画（トラムトレイン）に先駆けて、1986年以降501に必要な機器を搭載した上で各種試験が実施された。そこで得られたデータはトラムトレイン用量産車であるGT8-100C/2S形の開発に活かされている。